# لورا غرينوود
لورا غرينوود (بالإنجليزية: Laura Greenwood)‏ هي ممثلة بريطانية، ولدت في 1991 بإنجلترا في المملكة المتحدة.

## أعمال

### أفلام
- (2005) ثاء رمزا للثأر

## وصلات خارجية
- لورا غرينوود على موقع IMDb (الإنجليزية)
- لورا غرينوود على موقع ألو سيني (الفرنسية)
- لورا غرينوود على موقع أول موفي (الإنجليزية)
- لورا غرينوود على موقع قاعدة بيانات الفيلم (الإنجليزية)
- لورا غرينوود على موقع كينوبويسك (الروسية)